# Sergio Corazzini

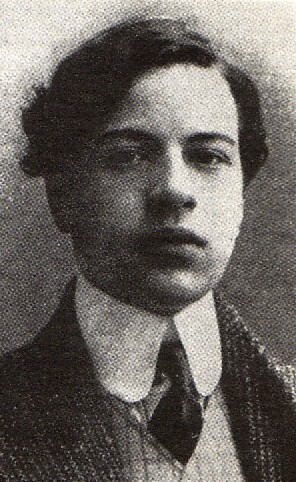
Sergio Corazzini

Sergio Corazzini (* 6. Februar 1886 in Rom; † 17. Juni 1907 ebenda) war ein italienischer Dichter des Crepuscolarismo.

## Leben und Werk
Corazzini stammte aus einer Familie, die sehr stark unter Tuberkulose zu leiden hatte. Nach ein paar Jahren Grundschule in Rom besuchte er mit seinem Bruder Gualtiero von 1895 bis 1898 das Collegio Nazionale in Spoleto. Doch aufgrund der Finanznot seiner Familie musste der Vater, ein römischer Tabakhändler, die Söhne danach aus dem Internat nehmen, und Sergio musste neben seiner weiteren Ausbildung auf einem einfachen Gymnasium bei einer Versicherungsgesellschaft arbeiten. Seine dunkle, triste Arbeitsstelle hinter einem vergitterten Hoffenster in einem Altbau der Via del Corso schildert Corazzini in zahlreichen Bezügen in dem Gedicht Soliloqui di un pazzo (Monologe eines Verrückten).
Den Niedergang der Familie aus dem Wohlstand in die Armut hatte sein Vater durch Fehlspekulationen an der Börse und einen ausschweifenden Lebenswandel verschuldet. Er veränderte Corazzinis seelische Verfassung von einem Moment auf den andern; auch schwere Krankheit und Tod waren die Folge: Seine aus Cremona stammende Mutter (Carolina Calamani) erkrankte an Schwindsucht; sein Bruder Gualtiero starb an derselben Krankheit; der andere Bruder Erberto kam bei einem Autounfall in Libyen ums Leben; und auch der Vater starb später in einem Armenheim.
Trotz aller Nöte verzichtete Corazzini als großer Literaturliebhaber nicht auf die Lektüre seiner Lieblingsdichter, darunter nicht nur italienische, sondern auch ausländische Zeitgenossen (Paul Verlaine, Maurice Maeterlinck, Jules Laforgue) und Mundartdichter (Corrado Govoni). Diese inspirierten ihn zu den ersten eigenen lyrischen Versuchen, die in volkstümlichen Zeitungen erschienen: So entstand am 17. Mai 1902 sein erstes Sonett im römischen Dialekt (Na bella idea, dt. Ein netter Gedanke), das der Pasquino de Roma veröffentlichte; ein weiteres (Partenza, dt. Aufbruch) am 14. September 1902, das als Siebensilbler in italienischer Sprache im Rugantino erschien; und schließlich, im verso libero, La tipografia abbandonata (dt. Die aufgegebene Druckerei) im Marforio. Dabei behandelte er ausgesprochen realistische Themen, welche die frühreife Neigung des jungen Autors zur genauen Beobachtung der Dinge im Alltagsleben verrieten. Auch Anspielungen auf die schon schleichend grassierende Krankheit sind zu finden. So äußert z. B. das Sonett Vinto (dt. Besiegt) von 1906 bittere Gedanken über den Verlust des Glücks.
Durch seine ersten Veröffentlichungen wurde Corazzini in einem kleinen literarischen Zirkel bekannt, der sich regelmäßig im Café Sartoris traf und bald darauf unter seiner Ägide die römische Gruppe einer später als Crepuscolari bezeichneten Avantgarde bildete (Aldo Palazzeschi, Marino Moretti u. a.). Wie Fausto Maria Martini in seinem 1930 erschienenen Roman Si sbarca a New York dokumentiert, verlagerte sich dieser Freundeskreis später ins Café Aragno, wo er die einzigen drei Ausgaben der Zeitschrift Cronache latine erstellte (15. Dezember 1905 – 15. Januar 1906).
Corazzinis Gedichtsammlungen kamen in den Jahren 1904–1906 heraus: Dolcezze (Sanftheiten; 1904), L'amaro calice (Der bittere Kelch; 1905), Le aureole (Aureolen; 1906), Piccolo libro inutile (Kleines, nutzloses Buch; 1906), Elegia (Elegie; 1906) und Libro per la sera della domenica (Buch für den Sonntagabend; 1906). Sein einziges Theaterstück Il traguardo (Die Ziellinie) wurde am 26. Mai 1905 im Teatro Metastasio erfolglos aufgeführt.
Im Frühjahr 1906 verschlimmerte sich Corazzinis Tuberkulose und zwang ihn zu einem Kuraufenthalt in Nocera, wo er seine erste intensive Liebe, die junge Dänin Sonja, kennenlernte. Um bei den Verwandten seiner Mutter finanzielle Hilfe zu ersuchen, ging er im Juni desselben Jahres nach Cremona und begann eine kurze Brieffreundschaft mit einer jungen Konditoreiangestellten. Als sich sein Gesundheitszustand weiter verschlechterte, kam er in ein Sanatorium der Barmherzigen Brüder vom heiligen Johannes von Gott nach Nettuno. Dort begann sein Briefwechsel mit Aldo Palazzeschi und, in Zusammenarbeit mit Guido Milelli, seine Übersetzung von Joséphin Péladans Tragödie Sémiramis. Im Mai 1907 kehrte er in seine Wohnung in der römischen Via dei Sediari zurück, wo er am 17. Juni im Alter von 21 Jahren starb.

## CorazzinisCrepuscolarismo
Die „Poesie der kleinen Dinge“, die keine geheimen Werte, sondern nur Leere zum Vorschein bringt, ist typisch für die Crepuscolari, zu denen Corazzini gerechnet wird. Seine Gedichte drücken einerseits das melancholische Verlangen nach einem Leben aus, das die Krankheit ihm verwehrte, und andererseits den nostalgischen Rückzug aus seinem gegenwärtigen Dasein – eben weil es ihm keinerlei Perspektiven für die Zukunft eröffnete. So lassen sich bei Corazzini zwei Attitüden feststellen: die des armen, sentimentalen Dichters, der seine Sehnsucht in einer einfachen, bescheidenen Sprache artikuliert, oder die des ironischen Dichters, der dagegen eine kaum durchsichtige, mehrdeutige, zuweilen gar symbolische Sprache annimmt. In Desolazione del povero poeta sentimentale (Trostlosigkeit des armen sentimentalen Dichters) kommt seine Dichtkunst besonders in jenem Moment zum Tragen, in dem ein „kleiner weinender Knabe“ („piccolo fanciullo che piange“) erklärt, man werde ihn niemals einen „Dichter“ nennen können („proclama l'impossibilità di essere chiamato «poeta»“). Genau durch eine solch autoironische, sinnentleerte Haltung unterscheidet sich der Crepuscolarismo vom triumphalen Gestus des Dannunzianesimo.

## Werke
- Dolcezze. Rom: Tipografia operaia romana, 1904
- L'amaro calice. Rom: Tipografia operaia romana, 1905
- Le aureole. Rom: Tipografia operaia romana, 1905
- Piccolo libro inutile. Rom: Tipografia operaia romana, 1906 (enthält auch Gedichte von Alberto Tarchiani)
- Elegia. Frammento. Rom: Tipografia operaia romana, 1906
- Libro per la sera della domenica. Rom: Tipografia operaia romana, 1906
- Liriche. Neapel: Ricciardi, 1909
- Liriche. (Vorwort von Fausto Maria Martini; Einleitung von Sergio Solmi) Mailand / Neapel: Ricciardi, 1959
- Poesie edite e inedite. (Hrsg.: Stefano Jacomuzzi) Turin: Einaudi, 1968
- Poesie. (Einleitung und Kommentar von Isolina Landolfi) Mailand: BUR, 1992 (ISBN 88-17-16848-3)
- Opere. Poesie e prose. (Hrsg.: Angela Ida Villa) Pisa: Istituti Edizioni e Poligrafici Internazionali, 1999